# Richard Ofori
Richard Ofori (né le 1er novembre 1993 au Ghana) est un footballeur international ghanéen, qui évolue au poste de gardien de but.
Il évolue avec le club des Wa All Stars.

## Biographie

### Carrière en sélection
Richard Ofori reçoit sa première sélection en équipe du Ghana le 18 octobre 2015, contre la Côte d'Ivoire (victoire 2-1). Il participe avec le Ghana à sa première compétition internationale lors de la Coupe d'Afrique des nations 2017 organisée au Gabon. Deux ans plus tard, il figure sur la liste des joueurs sélectionnées pour participer à la Coupe d'Afrique des nations 2019. Le 31 décembre 2023, il est retenu dans la liste des vingt-sept joueurs ghanéens sélectionnés par Chris Hughton pour disputer la Coupe d'Afrique des nations 2023.